# Tegea
Tegea (starořecky Τεγεά, ve středověku Nikli) byla jedním z nejstarších a nejmocnějších měst v Arkádii starověkého Řecka. Nyní je částí města Tripolis a má přibližně 3500 obyvatel. Do roku 2010 byla nezávislou správní jednotkou s hlavním městem Stadio (540 obyvatel). Nachází se asi 10 km jihovýchodně od centra Tripolisu.

## Historie

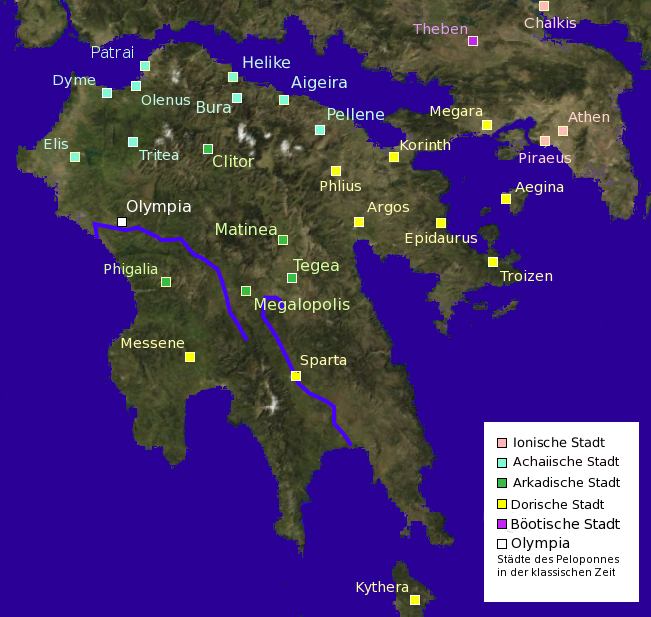
Mapa poloostrova Peloponés s městy v klasické době.

Město Tegea vzniklo v archaické epoše sloučením (Synoikismos) několika vesnic. Mytickým zakladatelem Tegeji byl král Aleos, otec Auge.
Díky své poloze bylo město schopné získat kontrolu nad úrodnou arkádskou rovinou, avšak od 6. století př. n. l. byla tato jeho mocenská pozice ohrožována Mantinejí. Toto soupeření určovalo až do 3. století př. n. l. historii obou měst. Po dlouhotrvajících bojích se Tegea dostala kolem roku 560 př. n. l. pod hegemonii Sparty a stala se důležitým členem Peloponéského spolku. Kolem roku 470 př. n. l. se v bitvách u Tegeje a Dipaie nepodařil pokus zbavit se společně s dalšími Arkádijci a s městem Argos závislosti na Spartě. Tegea proto musela v tomto spojeneckém systému zůstat až do pádu spartské hegemonie. Po porážce Sparty v bitvě u Leuctry v roce 371 př. n. l. získala Tegea znovu nezávislost. Od konce 2. století př. n. l. ztratil spolek svůj politický význam, zůstal ale stále hospodářským, náboženským a kulturním centrem
V roce 395 n. l. bylo město zničeno Góty vedenými Alarichem I. a znovu vystavěno s byzantským jménem Nikli, aby se stalo jednou z nejdůležitějších základen byzantské říše na Peloponésu. To trvalo až do 13. století.

## Chrám Athény Alea

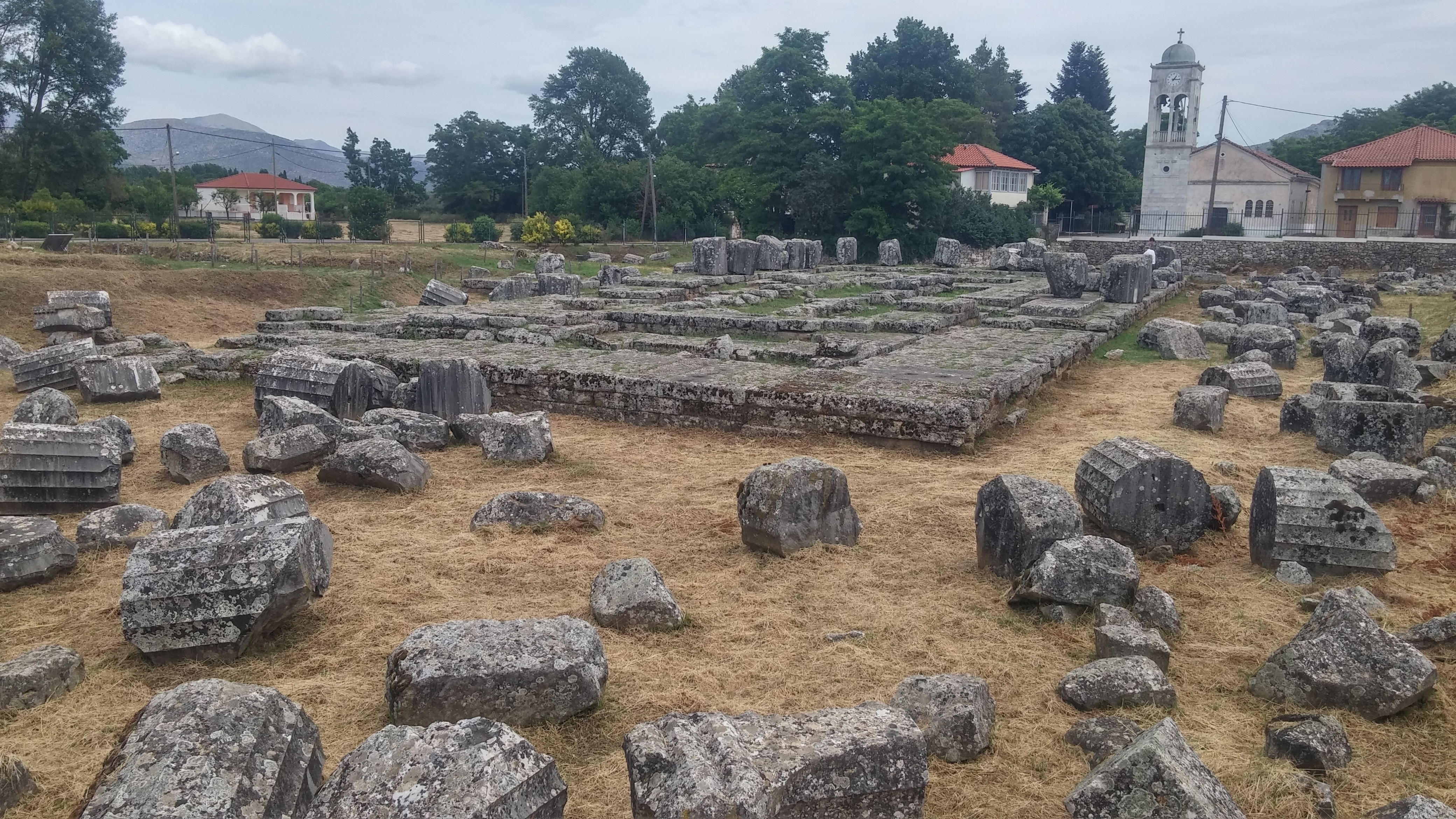
Archeologické naleziště chrámu Athény Alea v Tegei (2017)

Chrám Athény Alea v Tegea byl od starověku jedním z nejvýznamnějších náboženských míst v Řecku. Původní starověká budova ze 7. století př. n. l. vyhořela roku 394 př. n. l. Kolem roku 370–350 př. n. l. ji však obnovil sochař a architekt Skopás. V 6. století n. l. byl chrám zničen zemětřesením. Jeho ruiny se nacházejí mimo starobylé město Tegea uprostřed moderní vesnice Alea.
Chrám byl důležitým azylovým místem. Mezi jinými zde hledali azyl vyhnaní spartští králové Leótychidas II a Pausaniás.

## Významné osobnosti
- Anyté z Tegeji (kolem roku 300 př. n. l.). básnířka.